# Rengeïta
La rengeïta és un mineral de la classe dels silicats que pertany al subgrup de la perrierita, dins del grup de la chevkinita. Rep el nom del mont Renge i el cinturó metamòrfic de Renge, on es troben els jaciments de jadeitita.

## Característiques
La rengeïta és un silicat de fórmula química Sr₄ZrTi₄(Si₂O₇)₂O₈. Va ser aprovada com a espècie vàlida per l'Associació Mineralògica Internacional l'any 1998, i la primera publicació data del 2001. Cristal·litza en el sistema monoclínic. La seva duresa a l'escala de Mohs es troba entre 5 i 5,5.
Segons la classificació de Nickel-Strunz, la rengeïta pertany a «09.BE - Estructures de sorosilicats, amb grups Si₂O₇, amb anions addicionals; cations en coordinació octaèdrica [6] i major coordinació» juntament amb els següents minerals: wadsleyita, hennomartinita, lawsonita, noelbensonita, itoigawaïta, ilvaïta, manganilvaïta, suolunita, jaffeïta, fresnoïta, baghdadita, burpalita, cuspidina, hiortdahlita, janhaugita, låvenita, niocalita, normandita, wöhlerita, hiortdahlita I, marianoïta, mosandrita, nacareniobsita-(Ce), götzenita, hainita, rosenbuschita, kochita, dovyrenita, baritolamprofil·lita, ericssonita, lamprofil·lita, ericssonita-2O, seidozerita, nabalamprofil·lita, grenmarita, schüllerita, lileyita, murmanita, epistolita, lomonossovita, vuonnemita, sobolevita, innelita, fosfoinnelita, yoshimuraïta, quadrufita, polifita, bornemanita, xkatulkalita, bafertisita, hejtmanita, bykovaïta, nechelyustovita, delindeïta, bussenita, jinshajiangita, perraultita, surkhobita, karnasurtita-(Ce), perrierita-(Ce), estronciochevkinita, chevkinita-(Ce), poliakovita-(Ce), matsubaraïta, dingdaohengita-(Ce), maoniupingita-(Ce), perrierita-(La), hezuolinita, fersmanita, belkovita, nasonita, kentrolita, melanotekita, til·leyita, kil·lalaïta, stavelotita-(La), biraïta-(Ce), cervandonita-(Ce) i batisivita.

## Formació i jaciments
Es troba com a component de còdols i pedres de jade lavanda i jade verd. Va ser descoberta a la platja d'Oyashirazu, a Ōmi, dins la ciutat d'Itoigawa (Niigata, Japó). També ha estat descrita al proper riu Kotaki, també dins l'àrea de la ciutat d'Itoigawa, i al mont Kaskasnyuntxorr, al massís de Khibini (óblast de Múrmansk, Rússia). Aquests indrets són els únics de tot el planeta on ha estat descrita aquesta espècie mineral.